# Spectre (film)
Spectre – brytyjski film szpiegowski z 2015 roku o przygodach Jamesa Bonda wyprodukowany przez Eon Productions. Za reżyserię odpowiadał Sam Mendes, a za scenariusz Neal Purvis i Robert Wade, John Logan i Jez Butterworth. W rolę agenta 007 po raz czwarty wcielił się Daniel Craig, a obok niego w rolach głównych wystąpili: Christoph Waltz, Léa Seydoux, Ben Whishaw, Naomie Harris, Dave Bautista, Monica Bellucci oraz Ralph Fiennes. Jest to dwudziesta czwarta produkcja wchodząca w skład serii filmów o Bondzie.
Bond musi zmierzyć się z globalną organizacją terrorystyczną Spectre i jej enigmatycznym przywódcą Ernstem Stavro Blofeldem, który planuje uruchomić krajową sieć nadzoru, w celu opanowania działalności przestępczej na całym świecie. Zarówno organizacja, jak i jej przywódca ostatni raz pojawili się w serii w filmie Diamenty są wieczne w 1971. Postać przypominająca Blofelda pojawiła się także w filmie Tylko dla twoich oczu w 1981, ale z powodu sporów prawnych nie została nazwana, ani nie pokazano jej twarzy.
Zdjęcia do filmu miały miejsce w Austrii, Wielkiej Brytanii, Włoszech, Maroku i Meksyku. Szacuje się, że budżet filmu wyniósł 250-275 milionów dolarów, co czyni go najdroższym filmem o Bondzie i jednym z najdroższych filmów w historii.
Spectre miał premierę w londyńskim Royal Albert Hall 26 października 2015. W Stanach Zjednoczonych, Kanadzie, a także w Polsce zadebiutował 6 listopada. Film otrzymał mieszane recenzje od krytyków, którzy chwalili sekwencje akcji, zdjęcia, aktorstwo i muzyczną ścieżkę dźwiękową filmu, ale krytykowali długość, tempo i decyzje narracyjne. Piosenkę przewodnią „Writing’s on the Wall” zaśpiewał Sam Smith. Zdobyła ona Oscara i Złoty Glob dla najlepszej piosenki oryginalnej. Film zarobił ponad 880 milionów dolarów na całym świecie, co czyni go szóstym najlepiej zarabiającym filmem 2015 roku i drugim najlepiej zarabiającym filmem serii, po Skyfall.
W 2021 roku pojawił się kolejny film z serii, Nie czas umierać.

## Fabuła
Agent MI6 James Bond przeprowadza samodzielną misję w Meksyku, gdzie zatrzymuje terrorystyczny atak bombowy. Bond zabija Marco Sciarrę, przywódcę terrorystów i bierze jego pierścień, a następnie ucieka helikopterem.
Po powrocie do Londynu Bond zostaje zawieszony w obowiązkach służbowych przez Garetha Mallory’ego, nowego M, który jest zaangażowany w walkę o władzę z Maxem Denbighem (Bond nazywa go „C”), dyrektorem generalnym nowej, prywatnie wspieranej Służby Wywiadowczej, powstałej z połączenia MI5 i MI6. C prowadzi kampanię na rzecz przyłączenia się Wielkiej Brytanii do globalnej inicjatywy nadzoru i wywiadu „Nine Eyes” i wykorzystuje swoje wpływy, aby zlikwidować sekcję agentów „00”, która jego zdaniem jest przestarzała. Na osobności Bond mówi Moneypenny, że po otrzymaniu nagrania od poprzedniej M dostarczonego mu po jej śmierci, pojechał do Meksyku, by namierzyć Sciarrę. Moneypenny zgadza się pomóc Bondowi za plecami M.
Bond nie stosując się do poleceń M podróżuje do Rzymu, by wziąć udział w pogrzebie Sciarry. Ratuje, a następnie uwodzi wdowę po nim, Lucię, która zdradza mu, że Sciarra należał do organizacji biznesmenów, mających powiązania z przestępcami i terrorystami. Bond dzięki zdobytemu wcześniej pierścieniowi wchodzi na spotkanie, na którym ma być wybrany następca Sciarry. Identyfikuje lidera organizacji, Franza Oberhausera. Po wysłuchaniu Oberhausera, który wydaje rozkaz zamordowania „Bladego Króla”, Bond jest ścigany na terenie miasta przez Hinxa, jednego z zabójców. Moneypenny informuje Bonda, że „Bladym Królem” jest pan White, były członek organizacji Quantum, który wpadł w sidła Oberhausera. Bond prosi ją o znalezienie informacji o Oberhauserze, uznanym za zmarłego 20 lat wcześniej.
Bond odnajduje White’a w Altaussee, w Austrii. Ten mówi Bondowi, aby znalazł i chronił jego córkę, doktor Madeleine Swann, która zabierze go do Tangeru w celu zlokalizowania Oberhausera. White następnie popełnia samobójstwo. Bond odnajduje Swann i ratuje ją przed Hinxem. Para spotyka Q, który przedstawia im związki Oberhausera z poprzednimi misjami Bonda i mówi, że Le Chiffre, Dominic Greene i Raoul Silva byli agentami tej samej organizacji, którą Swann identyfikuje jako Spectre.
Swann zabiera Bonda do L’Américain, hotelu w Tangerze, gdzie odkrywają, że White zostawił wskazówki, kierujące ich do bazy Oberhausera w kraterze na Saharze. Jadąc tam pociągiem Bond i Swann spotykają Hinxa, który zostaje wyrzucony z pociągu. Oberhauser ujawnia, że organizacja sfinansowała Joint Intelligence Service podczas inscenizacji ataków terrorystycznych na całym świecie, tworząc sztuczną potrzebę istnienia programu „Nine Eyes”. W zamian, C ma dać im nieograniczony dostęp do danych, zebranych przez „Nine Eyes”, co ułatwi im organizowanie wszelkich ataków i misji. Bond zostaje złapany i torturowany, a Oberhauser opowiada ich wspólną historię. Po tym, jak Bond został osierocony, ojciec Oberhausera, Hannes, został jego tymczasowym opiekunem. Zazdrosny o uczucia ojca do Bonda, Oberhauser zabił ojca, sfingował własną śmierć i przyjął nazwisko Ernst Stavro Blofeld. Następnie utworzył Spectre i obrał sobie za cel Bonda. Okazuje się, że jest odpowiedzialny za kilka tragedii w życiu Bonda, w tym śmierci Vesper Lynd i poprzedniej M. Bond i Swann ogłuszają Blofelda dzięki zegarkowi Bonda przygotowanemu przez Q i uciekają do Londynu, aby zapobiec uruchomieniu programu „Nine Eyes”.
W Londynie Bond i Swann spotykają M, Q, Billa Tannera i Moneypenny i chcą aresztować C. Swann i Bond zostają uprowadzeni przez Spectre, natomiast reszta grupy postępuje zgodnie z planem. Dzięki Q udaje się zapobiec uruchomieniu „Nine Eyes”, natomiast M pokonuje C w walce i zabija, zrzucając z okna. Bond zostaje zabrany do ruin dawnej siedziby MI6, przeznaczonej do rozbiórki po zbombardowaniu przez Silvę. Blofeld mówi Bondowi, że uruchomił bomby, które zostaną zdetonowane w ciągu trzech minut i może on uciec lub umrzeć próbując uratować Swann. Bond odnajduje Madeleine i uciekają łodzią, natomiast budynek się zawala. Bond zestrzeliwuje helikopter Blofelda, który rozbija się na Moście Westminsterskim. Blofeldowi udaje się wyczołgać z wraku i każe Bondowi, by go zabił, ale ten odmawia, pozwalając M go aresztować. Następnie wraz ze Swann przybywają do Q, od którego odbierają naprawionego Aston Martina DB5 i odjeżdżają.

## Obsada
- Daniel Craig jako James Bond, agent MI6 posiadający status 00, dający mu licencję na zabijanie[3].
- Christoph Waltz jako Ernst Stavro Blofeld (urodzony jako Franz Oberhauser), arcywróg Bonda i szef Spectre, odpowiedzialny za serię ostatnich wydarzeń w życiu Bonda motywowanych wieloletnią urazą do niego[4].
- Léa Seydoux jako dr Madeleine Swann, psychiatra pracująca w prywatnej klinice medycznej w Alpach, a także córka pana White’a[5].
- Ben Whishaw jako Q, kwatermistrz MI6 zapewniający Bondowi sprzęt do pracy w terenie[6].
- Naomie Harris jako Eve Moneypenny, była agentka, asystentka i sekretarka M[7].
- Dave Bautista jako Hinx, najlepszy zabójca Spectre[8].
- Monica Bellucci jako Lucia Sciarra, żona włoskiego zabójcy Marco Sciarry[9].
- Ralph Fiennes jako M (Gareth Mallory), szef MI6[10].

Ponadto w filmie wystąpili również: Andrew Scott jako C (Max Denbigh), szef prywatnej Służby Wywiadowczej i agent Spectre mocno zaangażowany w plan połączenia dziewięciu krajowych agencji wywiadowczych w „Nine Eyes”, Rory Kinnear jako Bill Tanner, szef sztabu MI6 i doradca M, Jesper Christensen jako Pan White, agent oddziału organizacji Spectre, Quantum, przedstawiony w Casino Royale i 007 Quantum of Solace, Stephanie Sigman jako Estrella, meksykańska agentka towarzysząca Bondowi w misji, której celem jest zamordowanie Marco Sciarry oraz Alessandro Cremona jako Marco Sciarra, włoski agent Spectre, którego Bond zabija w sekwencji przedtytułowej filmu.
W nagraniach archiwalnych pojawiła się także Judi Dench jako poprzedniczka Mallory’ego – M, która pośmiertnie zleca Bondowi jego misję.

## Produkcja

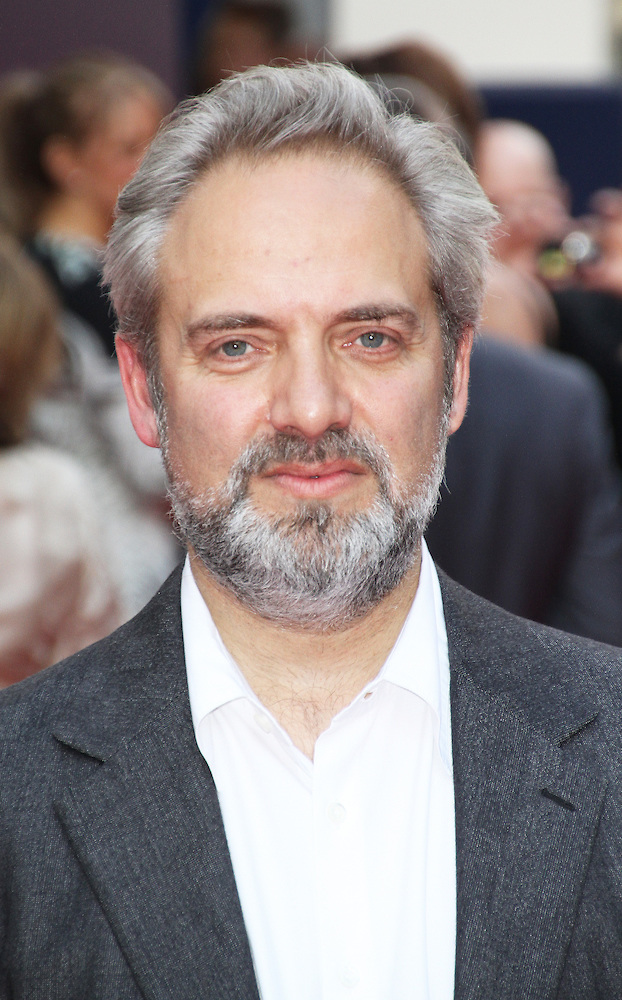
Sam Mendes, reżyser filmu

### Rozwój projektu
W marcu 2013 roku Sam Mendes powiedział, że nie wyreżyseruje kolejnego filmu z serii; później jednak wycofał się z tego i ogłosił, że wróci, ponieważ spodobał mu się scenariusz i plany dotyczące przyszłości franczyzy. Nicolas Winding Refn ujawnił, że dostał propozycję wyreżyserowania filmu, ale ją odrzucił. Pracując przy Skyfall i Spectre, Mendes stał się pierwszym reżyserem, który nadzorował dwa kolejne filmy o Bondzie od czasu, gdy John Glen wyreżyserował pięć kolejnych filmów z serii zaczynając od Tylko dla twoich oczu (1981) i kończąc na Licencji na zabijanie (1989). W lipcu 2015 roku Mendes zauważył, że cała ekipa pracująca przy Spectre liczyła ponad tysiąc osób, co czyni film większą produkcją niż Skyfall.
Kiedy film został ogłoszony w czerwcu 2013 roku nie ustalono jeszcze budżetu, jednak miał być wyższy niż przy Skyfall ze względu na zagraniczne lokalizacje i większe pensje dla Mendesa i Craiga. W listopadzie 2014 roku Sony padło ofiarą ataku hakerów, którzy ujawnili szczegóły poufnych e-maili między kierownictwem firmy dotyczących kilku głośnych projektów filmowych. Wśród nich były uwagi związane z produkcją Spectre według których film przekroczył budżet, a także wczesne szkice scenariusza napisane przez Johna Logana. Eon Productions wydało później oświadczenie potwierdzające wyciek „wczesnej wersji scenariusza”. Eon w odpowiedzi na prośby Sony i MGM zgodziło się ograniczyć sceny kaskaderskie i prace lokalizacyjne w celu zmniejszenia kosztów produkcji. Ostateczny budżet filmu szacowany jest na 250–275 milionów dolarów.
W Spectre powróciło wiele osób, które pracowały przy poprzednich filmach o Bondzie, w tym scenarzysta Skyfall John Logan, Neal Purvis i Robert Wade, znani z pięciu poprzednich filmach o Bondzie oraz Jez Butterworth, który wcześniej przyczynił się do powstawania Skyfall, jednak nie uwzględniono go w napisach. Butterworth został poproszony o dopracowanie scenariusza, w czym pomagali mu Mendes i Craig. Pomimo stworzenia nowej historii dla grupy Spectre, scenarzyści inspirowali się materiałami Iana Fleminga głównie ze zbioru opowiadań Ośmiorniczka, przede wszystkim przy postaci Franza Oberhausera i jego ojca Hannesa.

### Casting

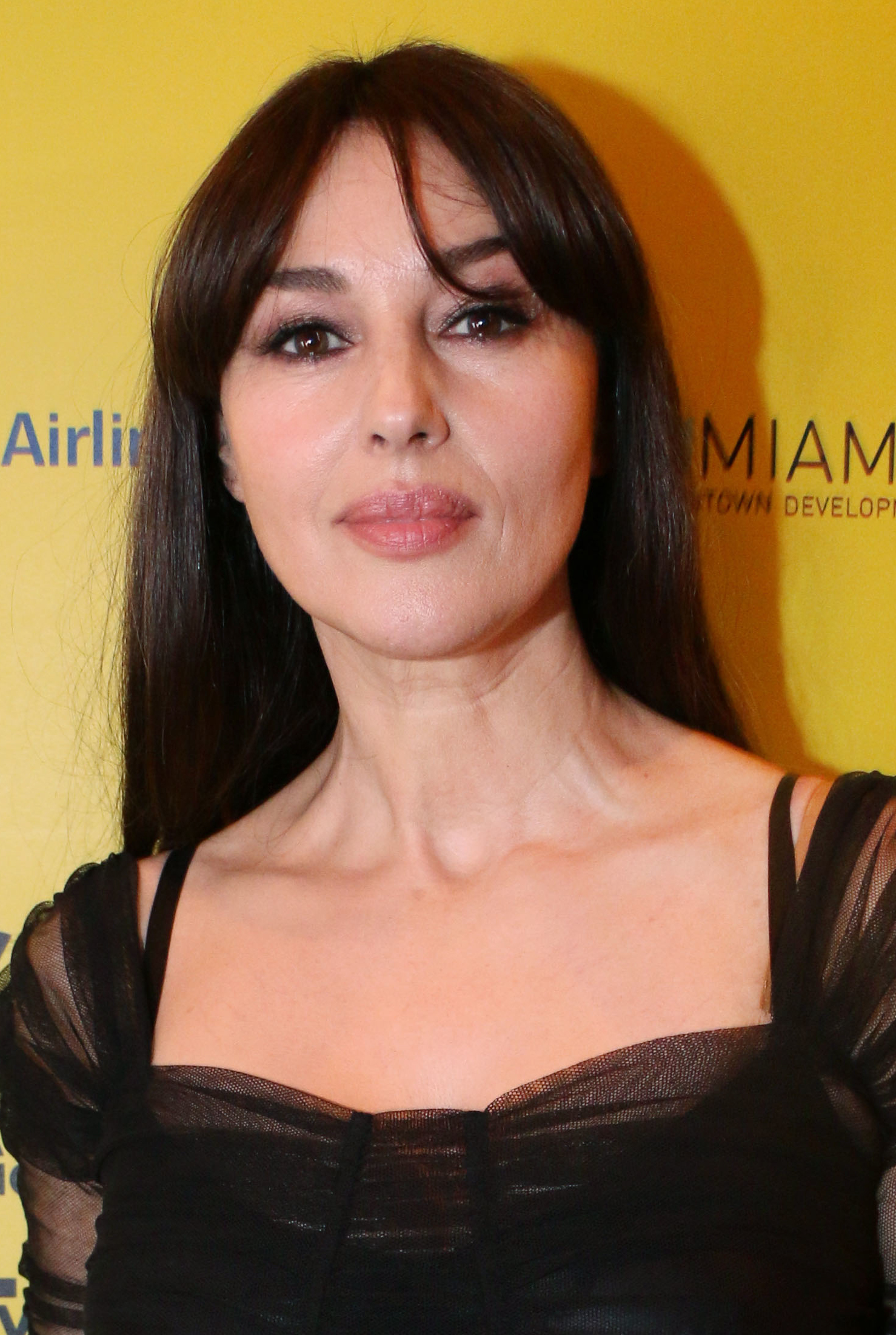
Monica Bellucci, która została obsadzona w filmie w wieku 50 lat, co czyni ją najstarszą dziewczyną Bonda.

Główna obsada została ujawniona w grudniu 2014 roku na 007 Stage w Pinewood Studios. Ogłoszono, że Daniel Craig powróci po raz czwarty jako James Bond, natomiast Ralph Fiennes, Naomie Harris i Ben Whishaw powtórzą swoje role ze Skyfall, jako odpowiednio M, Eve Moneypenny i Q. Rory Kinnear po raz trzeci wcielił się w Billa Tannera.
Christoph Waltz został obsadzony w roli Franza Oberhausera, choć odmówił komentarza na temat charakteru tej roli. Wraz z premierą filmu, okazało się, że jest to Ernst Stavro Blofeld. Został on ostatni raz pokazany w filmie Diamenty są wieczne w 1971. Postać przypominająca Blofelda pojawiła się jeszcze w filmie Tylko dla twoich oczu w 1981, ale z powodu sporów prawnych nie została nazwana, ani nie pokazano jej twarzy. Waltz zainteresował się filmem ze względu na poruszanie tematu masowej inwigilacji wspomaganej technologią i zaprzeczył pogłoskom, że rola została napisana specjalnie dla niego. Początkowo reżyser Sam Mendes chciał, by M stał się Blofeldem, jednak Fiennes odwiódł go od tego pomysłu zagrażając, że zrezygnuje z roli, ponieważ „M nigdy nie jest czarnym charakterem”.
Producenci do roli Hinxa szukali aktora, który w przeszłości miał kontakt ze sportami kontaktowymi. Ostatecznie rolę tę powierzono Dave’owi Bautiście. Postać w całym filmie wypowiada tylko jedno słowo. Sam Mendes myślał początkowo, że milcząca natura postaci odstraszy Bautistę, jednak tak się nie stało. Bautista zainspirował się głównie Oddjobem z Goldfingera i powiedział, że brak mówienia stworzył aktorskie wyzwanie. Po obsadzeniu Bérénice Marlohe w roli Sévérine w Skyfall, dla której był to jeden z pierwszych filmów, Mendes szukał bardziej doświadczonej aktorki do roli Madeleine Swann, ostatecznie obsadzając w niej Léę Seydoux. Monica Bellucci dołączyła do obsady jako Lucia Sciarra, stając się w wieku pięćdziesięciu lat najstarszą aktorką obsadzoną w roli dziewczyny Bonda. Wcześniej brała udział w przesłuchaniu do roli Paris Carver w Jutro nie umiera nigdy, ale została pominięta, a rolę powierzono Teri Hatcher. W wywiadzie dla duńskiego portalu Euroman, Jesper Christensen ujawnił, że powtórzy swoją rolę jako Pan White z Casino Royale i Quantum of Solace. Postać Christensena została podobno uśmiercona w scenie, która miała być wykorzystana jako epilog do Quantum of Solace, jednak usunięto ją z ostatecznej wersji, umożliwiając jego powrót w Spectre.
W lutym 2015 roku zatrudniono ponad 1500 statystów do sekwencji przedtytułowej, rozgrywającej się w Meksyku. W postprodukcji zostali oni powieleni, co dało efekt około dziesięciu tysięcy statystów.

### Zdjęcia
Mendes ujawnił, że prace na planie rozpoczną się 8 grudnia 2014 w Pinewood Studios i potrwają siedem miesięcy. Ujawnił również kilka lokalizacji filmowych, w tym Londyn, Meksyk i Rzym. Dennis Gassner powrócił jako scenograf filmu, natomiast autor zdjęć Hoyte van Hoytema zastąpił Rogera Deakinsa. Za kostiumy odpowiadała Jany Temine.
Od grudnia 2014 do lutego 2015 filmowano w Austrii (m.in. jezioro Altaussee w Styrii, górskie miejscowości Sölden i Obertilliach w Tyrolu). Sceny tam kręcone koncentrowały się na restauracji Ice Q w Sölden, która na potrzeby filmu została przekształcona w Hoffler Klinik, prywatną klinikę medyczną w austriackich Alpach. Nakręcono tam również sceny z samolotami. Produkcja została tymczasowo wstrzymana najpierw przez kontuzję Craiga, który skręcił kolano podczas kręcenia scen walki, a następnie przez wypadek z udziałem jednego z pojazdów filmowych, w którym rannych zostało trzech członków ekipy.
Ekipa filmowa tymczasowo powróciła do Anglii, aby nakręcić sceny w Blenheim Palace w Oxfordshire. Następnie ekipa przeniosła się do Rzymu, gdzie zdjęcia trwały pięć tygodni. Sceny były kręcone m.in. na moście Ponte Sisto i Forum Romanum. Produkcja spotkała się ze sprzeciwem ze strony władz miasta, które obawiały się potencjalnego zniszczenia historycznych miejsc oraz problemów z graffiti i śmieciami, pojawiającymi się w filmie. Z tego powodu wszystkie sceny musiały być dokładnie zaplanowane przed rozpoczęciem zdjęć, by uniknąć jakichkolwiek wypadków. W scenie pościgu samochodowego wzdłuż brzegów Tybru i ulicami Rzymu użyto samochodu Aston Martin DB10, opracowanego specjalnie na potrzeby filmu (wyprodukowano tylko 10 egzemplarzy) oraz Jaguara C-X75. Według Gary’ego Powella kręcenie scen pościgu wiązało się z „ryzykiem wpadnięcia w poślizg w Watykanie” i doprowadziło do rozbicia siedmiu Aston Martinów; wydatki na samochody w filmie oszacowano na 48 milionów dolarów.
Po zakończeniu zdjęć w Rzymie produkcja przeniosła się do Meksyku, gdzie nakręcono sekwencję otwierającą film. Jest to scena, która składa się z sześciu ujęć i była jedną z niewielu, które wymagały wcześniejszej wizualizacji. Dzięki dokładnemu zaplanowaniu, nakręcenie nie wymagało użycia kamer motion control. Sceny wymagały zamknięcia rynku miejskiego na czas kręcenia sekwencji walki na pokładzie helikoptera Messerschmitt-Bölkow-Blohm Bo 105CBS, w której wzięło udział 1500 statystów. Po zakończeniu zdjęć w Meksyku, podczas zaplanowanej przerwy, Craig został przewieziony do Nowego Jorku, gdzie przeszedł operację kolana mającą na celu wyleczenie urazu. Poinformowano, że nie miało to wpływu na filmowanie, a on sam powrócił na plan w Pinewood Studios zgodnie z planem 22 kwietnia. Niektóre ujęcia w Meksyku zostały wykonane przy użyciu dublerów, których twarze zostały cyfrowo zastąpione twarzą Craiga.

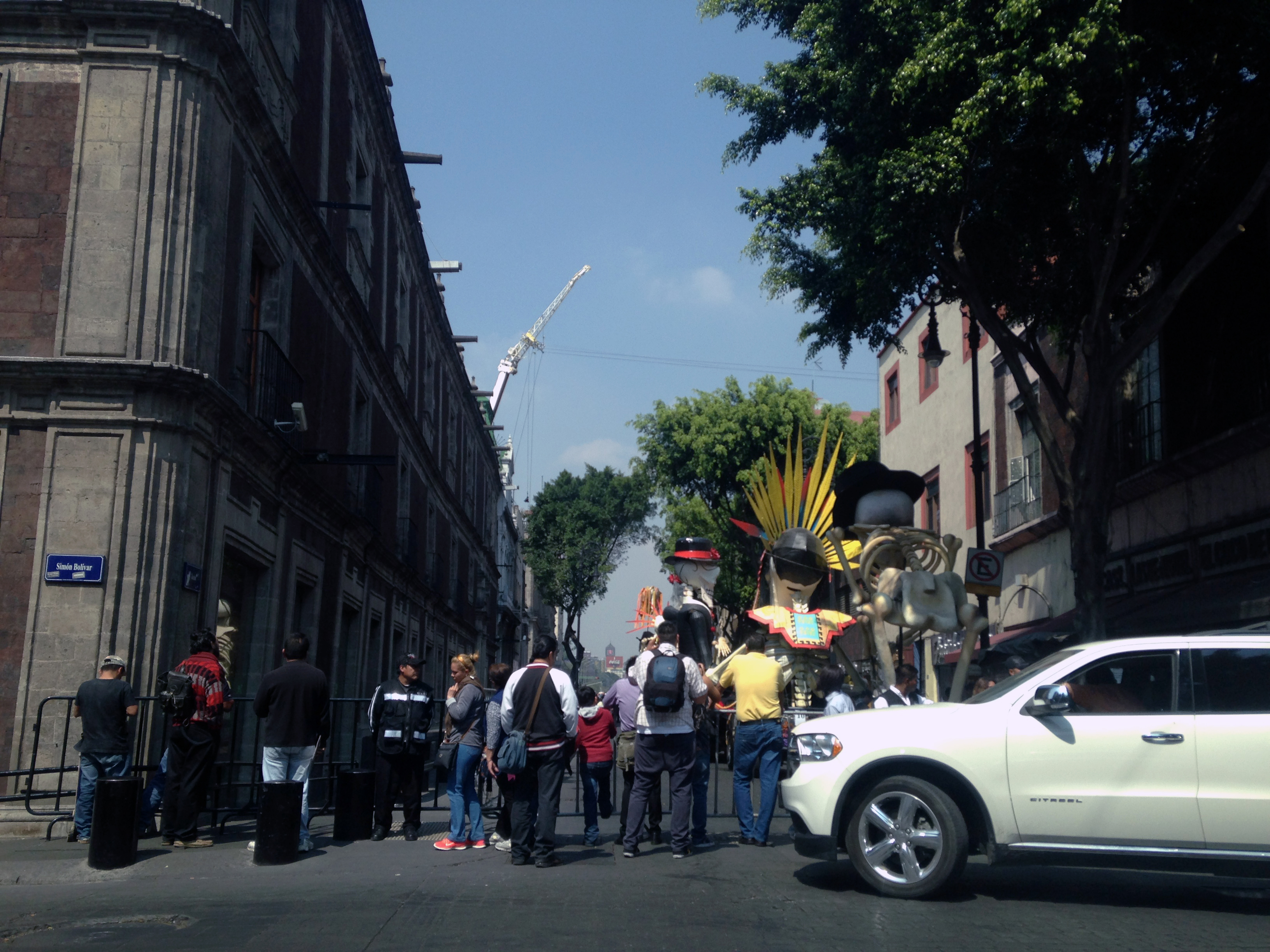
Kręcenie scen, rozgrywających się podczas parady z okazji Dnia Zmarłych w Meksyku

Media spekulowały, że scenariusz został zmieniony, by dostosować się do żądań władz meksykańskich, które chciały zmodyfikowania scenariusza, by przedstawić kraj w pozytywnym świetle w zamian za wsparcie finansowe w wysokości 20 milionów dolarów. Zostało to zdementowane przez producenta Michaela G. Wilsona, który stwierdził, że ta scena od samego początku miała być kręcona w Meksyku z uwagi na tradycję związaną z Dniem Zmarłych, która była do niej inspiracją. Na podobne problemy napotkała wcześniej produkcja Skyfall podczas próby uzyskania pozwolenia na nakręcenie sekwencji przedtytułowej w Indiach, którą ostatecznie zrealizowano w Stambule.
17 maja 2015 roku nakręcono kilka ujęć na Tamizie w Londynie. Na czas filmowania scen kaskaderskich z udziałem Craiga i Seydoux na motorówce tymczasowo zamknięto niektóre mosty. Zdjęcia wykonano również na rzece w pobliżu siedziby MI6 przy Vauxhall Cross. Ekipa powróciła nad rzekę niecały tydzień później, by nakręcić sceny rozgrywające się na Moście Westminsterskim. Na planie obecna była londyńska straż pożarna, która symulowała deszcz, a także nadzorowała dym używany do niektórych scen. Budynek MI6, który w filmie został przeznaczony do rozbiórki po ataku terrorystycznym w Skyfall, został zastąpiony cyfrową rekonstrukcją. Podczas jego detonacji użyto wersji miniaturowej oraz cyfrowej.
W czerwcu, po zakończeniu prac w Anglii, produkcja udała się do Maroka. Siedziba Spectre została zlokalizowana w kraterze Gara Medouar. Nakręcona tam eksplozja trafiła do Księgi Rekordów Guinnessa jako największa scena wybuchu w historii kinematografii. Wykorzystano w niej 8140 litrów nafty i 24 ładunki, z których każdy zawierał kilogram materiałów wybuchowych.
Zdjęcia zakończyły się 5 lipca 2015 roku, 128 dni po ich rozpoczęciu.

### Efekty specjalne
Nad efektami specjalnymi pracowały studia Industrial Light & Magic, Double Negative, Moving Picture Company, Cinesite i Peerless, a całość nadzorował Steve Begg.
ILM pracowało nad zniszczeniami budynków i eksplozjami w scenie pościgu w Meksyku. Dodatkowo przyczyniło się do nałożenia głowy Craiga na ciała kaskaderów, gdy ten doznał urazu kolana, a także do dodania tłumu i korekcji twarzy podczas parady na początku filmu. Firma Double Negative przygotowała cyfrową wersję siedziby MI6 oraz scenę jej eksplozji. Dodatkowo pracowała nad ujęciami na Tamizie, zmieniając scenerię z letniej na zimową z racji na porę roku, w której kręcono te sceny. Przyczyniła się również do sceny eksplozji helikoptera oraz stworzenia jego zniszczeń. Studio MPC pracowało łącznie nad ponad 300 ujęciami. Były to m.in. sceny w Alpach, w ramach których opracowało ono siedzibę Blofelda oraz samolot Bonda, który faktycznie zbudowano na planie i ciągnięto przez las na linach, kołach i nartach. Oprócz tego firma opracowała cyfrowo przyrządy, którymi Blofeld torturował Bonda. Studio Cinesite pracowało m.in. nad sekwencjami w Rzymie. W scenach pościgu dodało ono lufy karabinów do Aston Martina oraz wykonało wnętrze Alfy Romeo, stworzyło także efekty kolizji i wydłużyło długość ulicy. Firma stworzyła także mysz, która zdradziła Bondowi lokalizację tajnego pokoju w L’Americain. Firma Peerless pracowała nad kilkoma sekwencjami w filmie, w tym nad spotkaniem Nine Eyes w Tokio, scenami Bonda z M w Londynie oraz końcową sceną, podczas której Bond i Swann jadą ulicą Whitehall. Z racji na kręcenie ujęć latem, studio musiało także zmienić w niektórych ujęciach scenerię na zimową.
Ponadto studio Framestore zajęło się sekwencją tytułową, zaprojektowaną przez Daniela Kleinmana. Prace nad nią trwały cztery miesiące i skupiały się na motywie ośmiornicy, co miało przypominać logo Spectre, a także na motywie miłości.

## Muzyka
Na stanowisku kompozytora, podobnie jak w poprzednich filmach, powrócił Thomas Newman. Zamiast komponować ścieżkę dźwiękową dopiero w momencie przejścia filmu do etapu postprodukcji, Newman pracował podczas kręcenia filmu. Zwiastun wydany w lipcu 2015 roku zawierał motyw W tajnej służbie Jej Królewskiej Mości Johna Barry’ego. Mendes ujawnił, że ostateczna wersja filmu będzie miała ponad 100 minut ścieżki dźwiękowej. Album został wydany 23 października 2015 roku w Wielkiej Brytanii.
Angielski zespół Radiohead otrzymał zlecenie na napisanie tytułowej piosenki do filmu. Zaproponował utwór „Man of War”, napisany w latach 90., jednak nigdy nie wydany. Został on odrzucony, ponieważ nie napisano go dla filmu, a więc nie kwalifikował się do Oscara dla najlepszej piosenki oryginalnej. Zespół nagrał kolejną piosenkę, „Spectre”, ale tej również nie przyjęto, bo uznano ją za zbyt melancholijną.
We wrześniu 2015 roku Eon ogłosiło, że Sam Smith nagrał tytułowy utwór, „Writing’s on the Wall”. Smith poinformował, że napisał piosenkę podczas jednego spotkania ze stałym współpracownikiem, Jimmym Napesem, w mniej niż pół godziny. Utwór został wydany 25 września 2015. Otrzymał mieszane recenzje od krytyków i fanów, szczególnie w porównaniu do „Skyfall” Adele. Pomimo mieszanego przyjęcia, stał się pierwszym motywem muzycznym z filmów o Bondzie, który stał się numerem jeden na UK Singles Chart, drugim, który zdobył Oscara za najlepszą piosenkę oryginalną i piątym, który był do tej nagrody nominowany. Zdobył również Złoty Glob za najlepszą piosenkę oryginalną.
| Spectre: Original Motion Picture Soundtrack – 2015 | Spectre: Original Motion Picture Soundtrack – 2015 | Spectre: Original Motion Picture Soundtrack – 2015 |
| Nr                                                 | Tytuł utworu                                       | Długość                                            |
| -------------------------------------------------- | -------------------------------------------------- | -------------------------------------------------- |
| 1.                                                 | „Los Muertos Vivos Estan”                          | 2:47                                               |
| 2.                                                 | „Vauxhall Bridge”                                  | 2:18                                               |
| 3.                                                 | „The Eternal City”                                 | 4:32                                               |
| 4.                                                 | „Donna Lucia”                                      | 2:02                                               |
| 5.                                                 | „A Place Without Mercy”                            | 1:03                                               |
| 6.                                                 | „Backfire”                                         | 4:52                                               |
| 7.                                                 | „Crows Klinik”                                     | 1:41                                               |
| 8.                                                 | „The Pale King”                                    | 2:54                                               |
| 9.                                                 | „Madeleine”                                        | 2:57                                               |
| 10.                                                | „Kite in a Hurricane”                              | 2:08                                               |
| 11.                                                | „Snow Plane”                                       | 5:23                                               |
| 12.                                                | „L'Americain”                                      | 1:41                                               |
| 13.                                                | „Secret Room”                                      | 5:21                                               |
| 14.                                                | „Hinx”                                             | 1:20                                               |
| 15.                                                | „Writing’s on the Wall (Instrumental)”             | 2:09                                               |
| 16.                                                | „Silver Wraith”                                    | 2:14                                               |
| 17.                                                | „A Reunion”                                        | 5:34                                               |
| 18.                                                | „Day of the Dead”                                  | 1:24                                               |
| 19.                                                | „Tempus Fugit”                                     | 1:20                                               |
| 20.                                                | „Safe House”                                       | 3:54                                               |
| 21.                                                | „Blindfold”                                        | 1:27                                               |
| 22.                                                | „Careless”                                         | 4:37                                               |
| 23.                                                | „Detonation”                                       | 3:52                                               |
| 24.                                                | „Westminster Bridge”                               | 4:13                                               |
| 25.                                                | „Out of Bullets”                                   | 1:50                                               |
| 26.                                                | „Spectre (End Title)”                              | 5:36                                               |
|                                                    |                                                    | 1:19:09                                            |

## Marketing

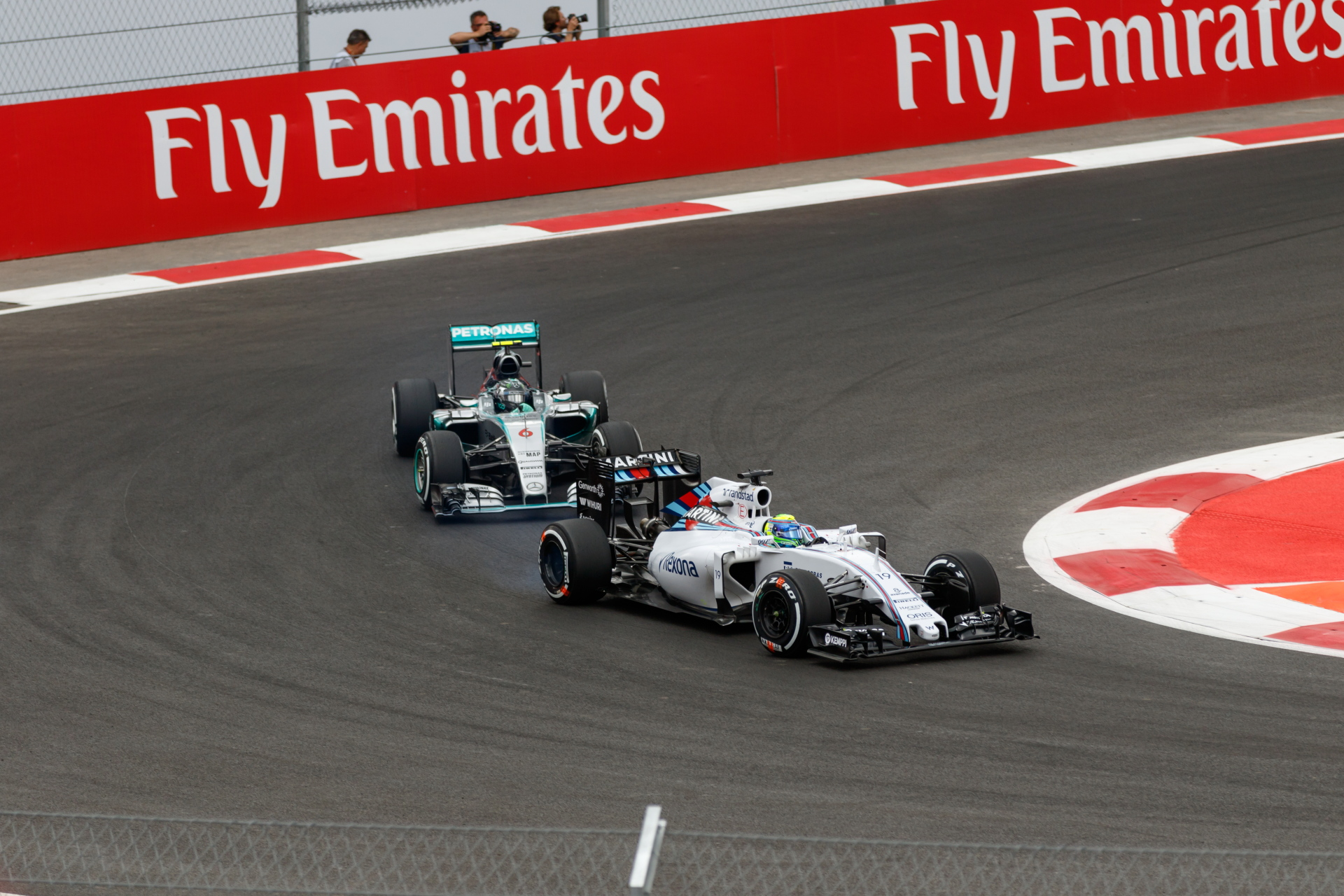
Williams FW37 Felipe Massy (z przodu) z logo 007 na lusterkach podczas Grand Prix Meksyku w 2015.

Podczas konferencji prasowej zapowiadającej rozpoczęcie zdjęć w grudniu 2014 firmy Aston Martin i Eon zaprezentowały nowy model DB10 jako oficjalny samochód do filmu. Został zaprojektowany we współpracy Aston Martina z twórcami filmu. Wyprodukowano tylko 10 egzemplarzy, specjalnie na potrzeby Spectre, jako uczczenie 50. rocznicy współpracy firmy z franczyzą. W filmie wykorzystano tylko osiem z nich, a pozostałych dwóch użyto do celów promocyjnych. Po zmodyfikowaniu Jaguara C-X75 na potrzeby filmu, Williams F1 umieścił logo 007 na swoich bolidach podczas Grand Prix Meksyku w 2015 roku.
13 marca 2015 roku kilku członków obsady i ekipy, w tym Craig, Whishaw, Wilson i Mendes, a także poprzedni odtwórca roli Jamesa Bonda, Roger Moore, wystąpiło w skeczu napisanym przez Davida Walliamsa i braci Dawson z okazji Comic Relief’s Red Nose Day na BBC One. Przedstawiono tam też kulisy kręcenia Spectre.
Pierwszy zwiastun filmu został opublikowany w marcu 2015 roku, następnie w lipcu pojawił się drugi, a w październiku trzeci.

## Wydanie

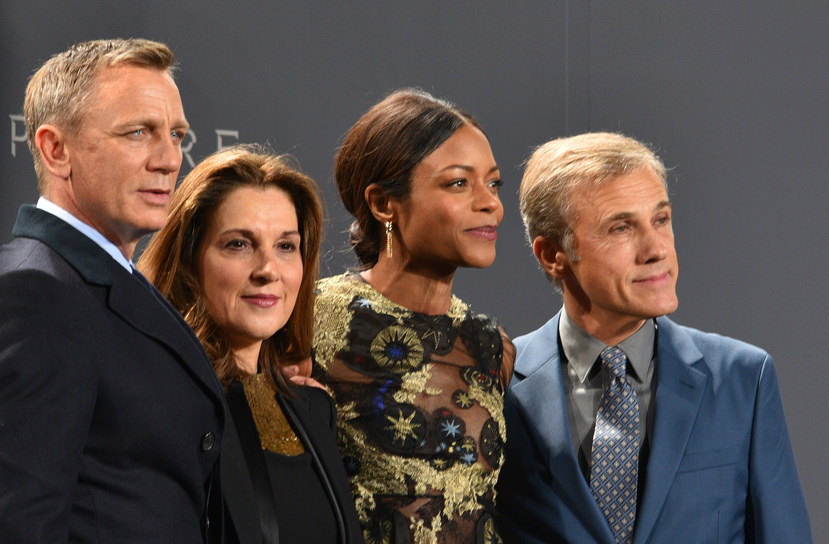
Daniel Craig, producentka Barbara Broccoli, Naomie Harris i Christoph Waltz podczas premiery Spectre w Berlinie

Światowa premiera filmu miała miejsce w Royal Albert Hall w Londynie 26 października 2015. Tego samego dnia film zadebiutował dla szerszej publiczności w Wielkiej Brytanii i Irlandii. 5 listopada 2015 premiera odbyła się m.in. w Polsce, Argentynie, Portugalii, Brazylii, Chile, Niemczech i we Włoszech. Dzień później film zadebiutował m.in. w USA, Kanadzie, Austrii, Meksyku i Hiszpanii. 11 listopada odbyła się premiera we Francji i części Szwajcarii, a w ciągu dwóch następnych dni m.in. w Chinach, Grecji i Australii. W marcu 2015 roku IMAX ogłosiło, że w związku z wcześniejszym sukcesem Skyfall film będzie wyświetlany w obsługiwanym przez nich formacie. W Wielkiej Brytanii Spectre miał szerszą premierę niż jego poprzednik – 647 kin, w tym 40 ekranów IMAX (w przypadku Skyfall było to 587 kin w tym 21 ekranów IMAX).
W wersji HD film został wydany 22 stycznia 2016, a na nośniki DVD i Blu-ray w USA i Wielkiej Brytanii odpowiednio 9 i 22 lutego 2016. W obu krajach był to jeden z najchętniej kupowanych tytułów i ostatecznie w Wielkiej Brytanii sprzedano 1,5 miliona egzemplarzy, co było drugim najlepiej sprzedającym się tytułem roku (za Gwiezdne wojny: Przebudzenie Mocy), a w USA ponad 2 miliony egzemplarzy, dzięki czemu film uplasował się tam na 13. pozycji.
22 października 2019 produkcja została wydana w wersji Ultra HD Blu-ray przez 20th Century Fox Home Entertainment wraz z poprzednimi trzema filmami, a także samodzielnie: 25 lutego 2020 w USA i 23 marca 2020 w Wielkiej Brytanii.

## Odbiór

### Box office
Spectre zarobił na całym świecie 880,7 miliona dolarów, z czego 135,5 miliona dolarów pochodziło z rynku brytyjskiego, a 200,1 miliona dolarów z Ameryki Północnej. Stał się drugim po Skyfall najlepiej zarabiającym filmem o Jamesie Bondzie i szóstym najlepiej zarabiającym filmem 2015 roku na świecie.
W Wielkiej Brytanii film zarobił 6,4 miliona dolarów podczas pokazów przedpremierowych oraz 9,2 miliona dolarów w dniu premiery, a 8,8 miliona dolarów następnego dnia, ustanawiając rekordy brytyjskie dla obu dni. W ciągu pierwszych siedmiu dni film zarobił 63,8 miliona dolarów bijąc tym samym rekord najlepszego otwarcia w pierwszym tygodniu w Wielkiej Brytanii ustanowiony w 2004 roku przez film Harry Potter i więzień Azkabanu (36,9 miliona dolarów). Film miał również najlepsze otwarcie średnie w przeliczeniu na kino w tym kraju (110 000 dolarów), bijąc tym samym Mrocznego Rycerza (100 200 dolarów). Prześcignął też Avatara i stał się najlepiej zarabiającym filmem IMAX w historii tego państwa (10,09 mln dolarów).
W Stanach Zjednoczonych i Kanadzie pierwotnie przewidywano, że w weekend otwarcia film zarobi 70-75 milionów dolarów z 3927 kin, co byłoby największą premierą filmu o Bondzie. Jednak gdy film zarobił 5,3 miliona dolarów z pokazów przedpremierowych i 28 milionów dolarów w dniu otwarcia, prognozy zostały zwiększone do 75-80 milionów dolarów. Ostatecznie produkcja zarobiła 70,4 miliona dolarów w weekend otwarcia (około 20 milionów dolarów mniej niż Skyfall, który zarobił 90,6 miliona dolarów uwzględniając pokazy przedpremierowe w kinach IMAX), ale mimo to zajął pierwsze miejsce w tamtejszym box office. Przychód z kin IMAX wyniósł tam 9,1 miliona dolarów z 374 kin.
W Niemczech Spectre zarobił w dniu otwarcia 22,5 mln dolarów (wliczając w to pokazy przedpremierowe), co ustanowiło nowy rekord wszech czasów, w Australii 8,7 mln dolarów (wliczając w to pokazy przedpremierowe), a w Korei Południowej 8,2 mln dolarów (wliczając w to pokazy przedpremierowe). Pomimo zamachów w Paryżu 13 listopada, które doprowadziły do zamknięcia wielu kin, film zarobił we Francji 14 mln dolarów. W Meksyku, gdzie kręcono część filmu, zadebiutował z ponad dwukrotnie wyższym wynikiem niż Skyfall (4,5 mln dolarów). Film osiągnął również lepsze wyniki niż jego poprzednik w różnych regionach Skandynawii, m.in. w Finlandii (2,7 mln dolarów) i Norwegii (2,9 mln dolarów) oraz na innych rynkach, takich jak Dania (4,2 miliona dolarów), Holandia (3,4 miliona dolarów) i Szwecja (3,1 miliona dolarów). W Indiach film w dniu otwarcia zarobił 4,8 miliona dolarów, co stanowi 4% więcej niż w przypadku Skyfall. Przez cztery tygodnie utrzymywał się na szczycie box office w niemieckojęzycznej części Szwajcarii, a także przez siedem tygodni w Holandii wyprzedzając tym samym Minionki i stając się najlepszym filmem roku. W Polsce film zarobił łącznie prawie 9 milionów dolarów.
W Chinach film zarobił w dniu otwarcia 15 milionów dolarów, co stanowi drugi co do wielkości jednodniowy przychód brutto dla filmu hollywoodzkiego w 2D (po Mission: Impossible – Rogue Nation, które zarobiło 18,5 miliona dolarów), w tym 790 000 dolarów z nocnych pokazów przedpremierowych. W weekend otwarcia film zarobił 48,1 mln dolarów z 14 700 kin, co stanowi przewagę 198% nad Skyfall i nowy rekord otwarcia hollywoodzkiego filmu w 2D. W kinach IMAX w tamtym kraju przychód wyniósł 4,6 miliona dolarów z 246 kin.

### Reakcje krytyków
Film spotkał się z mieszanymi recenzjami krytyków. W serwisie Rotten Tomatoes 63% z 366 recenzji uznano za pozytywne, a średnia ocen wystawionych na ich podstawie wyniosła 6,4/10. Na agregatorze Metacritic średnia ważona ocen z 48 recenzji wyniosła 60 punktów na 100 punktów. Natomiast według serwisu CinemaScore, zajmującego się mierzeniem atrakcyjności filmów w Stanach Zjednoczonych, publiczność przyznała mu ocenę „A-” w skali od A+ do F.
Krytyk filmowy Mark Kermode z „The Observer” przyznał filmowi cztery z pięciu gwiazdek zauważając, że nie dorównał on standardom wyznaczonym przez Skyfall, ale udało mu się trafić w oczekiwania widzów. Peter Bradshaw z magazynu „The Guardian” ocenił film na wszystkie pięć gwiazdek uznając go za „pomysłowy, inteligentny i złożony” i wyróżniając występ Craiga jako najważniejszy punkt filmu. Robbie Collin z „The Daily Telegraph” także przyznał filmowi najwyższą, pięciogwiazdkową ocenę i opisał Spectre jako „oszałamiający pokaz pewności siebie” chwaląc go jako „wyczyn czystej filmowej nekromancji”. Chris Tilly z IGN ocenił film na 7,2 punktu na 10 uznając Spectre za „solidny, ale niespektakularny” i stwierdzając, że „filmowi brakuje do doskonałości”.
Kenneth Turan na łamach „Los Angeles Times” stwierdził, że Spectre „sprawia wrażenie wyczerpanego i pozbawionego inspiracji”. Manohla Dargis z „The New York Times” skrytykowała film jako nie mający w sobie „nic zaskakującego” i poświęcający swoją oryginalność na rzecz zysków kasowych. Scott Mendelson z czasopisma „Forbes” również ostro skrytykował film, uznając Spectre za „najgorszy film o Bondzie od 30 lat”. Guy Lodge z „Variety”, w swojej recenzji narzekał, że w filmie „brakuje niespodziewanej emocjonalności ze Skyfall, ponieważ film podtrzymuje nostalgiczny kop poprzednika z mniej sentymentalnym zacięciem”. Stephen Dalton z „The Hollywood Reporter” określił film jako „dwa kroki do przodu, jeden krok do tyłu” i uznał, że „ulubiona broń brytyjskiego wywiadu służąca do masowego uwodzenia wydaje się trochę zardzewiała w tej nierównej kontynuacji Skyfall”. Darren Franich z „Entertainment Weekly” zauważył, że „nic, co dzieje się w Spectre, nie wytrzymuje nawet drobnej logicznej kontroli”; stwierdził też, że „ostatni akt filmu jest tak dziwny, tak rozmyślnie niezrozumiały, że zasługuje na dodatkową uwagę”.
Ludwika Mastalerz z portalu Filmweb przyznała filmowi ocenę 7 na 10 pisząc, że „Sam Mendes potwierdza, że jest szaleńcem, który wsiada do cysterny wypełnionej nitrogliceryną i obiera najbardziej niebezpieczną trasę, aby udowodnić wszystkim – i przede wszystkim sobie – że potrafi dowieźć ładunek 007 na miejsce”. Jakub Demiańczuk z portalu Dziennik.pl stwierdził, że „Spectre to świetne, perfekcyjnie zrealizowane kino akcji, ale zmiany w serii wydają się nieuniknione” i uznał, że film to „błyskotliwie zrealizowane widowisko, któremu jednak brakuje ekstrawagancji dawnych filmów o Jamesie Bondzie”. Marcin Andrys z portalu paradoks.net.pl wystawił filmowi ocenę 5,5 na 10 mówiąc, że „formuła serii, która z lepszym lub gorszym skutkiem funkcjonuje od pięćdziesięciu trzech lat, właśnie osiągnęła swój kres”. Kamil Śmiałkowski z naEkranie.pl ocenił film na 8 punktów z 10 chwaląc obsadę filmu, ale zaznaczając, że „Spectre stoi na drugim końcu skali w porównaniu z Casino Royale. Tam mieliśmy mocne, brutalne urealnienie Bonda; tu mamy równie mocne wzięcie wszystkiego w nawias”. Janusz Wróblewski z magazynu „Polityka” wystawił trzy gwiazdki z sześciu stwierdzając, że „zmiana konwencji na bardziej realistyczną obnażyła tym razem same niedostatki: ciężką rękę reżysera, schematyzm i niewybaczalny brak poczucia humoru”.

## Nagrody i nominacje
| Nagroda                                           | Kategoria                                                      | Nominowani                                                                     | Wynik     | Źródło          |
| ------------------------------------------------- | -------------------------------------------------------------- | ------------------------------------------------------------------------------ | --------- | --------------- |
| Nagroda Akademii Filmowej                         | Najlepsza piosenka oryginalna                                  | „Writing’s on the Wall” (Sam Smith & Jimmy Napes)                              | Wygrana   | [ 161 ]         |
| Złoty Glob                                        | Najlepsza piosenka oryginalna                                  | „Writing’s on the Wall” (Sam Smith & Jimmy Napes)                              | Wygrana   | [ 162 ]         |
| Critics’ Choice Awards                            | Najlepsza piosenka                                             | „Writing’s on the Wall” (Sam Smith & Jimmy Napes)                              | Nominacja | [ 163 ] [ 164 ] |
| Critics’ Choice Awards                            | Najlepszy aktor w filmie akcji                                 | Daniel Craig                                                                   | Nominacja | [ 163 ] [ 164 ] |
| St. Louis Gateway Film Critics Association Awards | Najlepsza piosenka                                             | „Writing’s on the Wall” (Sam Smith & Jimmy Napes)                              | Wygrana   | [ 165 ]         |
| Houston Film Critics Society Awards               | Najlepsza piosenka oryginalna                                  | „Writing’s on the Wall” (Sam Smith & Jimmy Napes)                              | Nominacja | [ 166 ]         |
| Art Directors Guild Awards                        | Najlepsza scenografia w filmie współczesnym                    | Dennis Gassner                                                                 | Nominacja | [ 167 ]         |
| Nagroda Satelita                                  | Najlepsze zdjęcia                                              | Hoyte van Hoytema                                                              | Nominacja | [ 168 ]         |
| Nagroda Satelita                                  | Najlepsza muzyka                                               | Thomas Newman                                                                  | Nominacja | [ 168 ]         |
| Nagroda Satelita                                  | Najlepsza piosenka oryginalna                                  | „Writing’s on the Wall” (Sam Smith & Jimmy Napes)                              | Nominacja | [ 168 ]         |
| Nagroda Satelita                                  | Najlepsze efekty specjalne                                     | Steve Begg & Chris Corbould                                                    | Nominacja | [ 168 ]         |
| Nagroda Satelita                                  | Najlepsza scenografia                                          | Dennis Gassner                                                                 | Nominacja | [ 168 ]         |
| Nagroda Satelita                                  | Najlepszy montaż                                               | Lee Smith                                                                      | Nominacja | [ 168 ]         |
| Nagroda Satelita                                  | Najlepszy dźwięk                                               | Per Hallberg, Karen Baker Landers, Scott Millan, Gregg Rudloff & Stuart Wilson | Nominacja | [ 168 ]         |
| Nagroda Saturn                                    | Najlepszy film akcji / przygodowy                              | Spectre                                                                        | Nominacja | [ 169 ]         |
| Empire Awards                                     | Najlepszy film brytyjski                                       | Spectre                                                                        | Wygrana   | [ 170 ]         |
| Empire Awards                                     | Najlepszy thriller                                             | Spectre                                                                        | Wygrana   | [ 170 ]         |
| Teen Choice Awards                                | Teen Choice – Ulubiony film akcji / przygodowy                 | Spectre                                                                        | Nominacja | [ 171 ]         |
| Teen Choice Awards                                | Teen Choice – Ulubiona aktorka filmu akcji / filmu przygodoweg | Léa Seydoux                                                                    | Nominacja | [ 171 ]         |